# Handballturnier
Handballturniere sind Wettbewerbe, zu denen mehr als zwei Handballmannschaften an einem Ort oder in einem Land zusammenkommen, um (in vergleichsweise kurzer Zeit) einen Turniersieger auszuspielen. Abzugrenzen sind sie von Handballwettbewerben, die dezentral und über einen längeren Zeitraum (z. B. Ligarunden im Rahmen nationaler Meisterschaften) ausgetragen werden.
Nach der Herkunft der teilnehmenden Teams können nationale, regionale, kontinentale und globale Turniere unterschieden werden. Unterscheidungen sind auch danach möglich, ob Vereins-, National- oder andere Mannschaften bzw. Männer- oder Frauenteams an einem Turnier teilnehmen. Spezielle Turniere gibt es außerdem für Mannschaften, deren Spieler ein bestimmtes Alter noch nicht erreicht haben (U...-Auswahlen) sowie für Amateurteams.
Abgesehen von wenigen Ausnahmen werden international besetzte Handballturniere, die von Handballverbänden veranstaltet werden, meistens für Nationalmannschaften ausgerichtet. Beispiel für ein globales Vereinsturnier ist die IHF Men’s Club World Championship (bis 2023: IHF Men’s Super Globe).
In der Mehrzahl der Fälle werden Handballturniere wiederholt ausgetragen.

## Formate von Handballturnieren
Handballturniere werden in Formaten durchgeführt, die auch in anderen Sportarten üblich sind. Zum Beispiel nach dem K.-o.-System, das ein Ausscheiden unterlegener Teams vorsieht. Oder nach einem Ligasystem, nach dem jede beteiligte Mannschaft einmal gegen jede andere Mannschaft (z. B. einer Gruppe) antreten muss. Insbesondere bei größeren Teilnehmerfeldern ist eine Kombination aus einer nach dem Ligasystem ausgetragenen Phase und einer anschließenden K.-o.-Phase üblich.
Dem Turnier geht in vielen Fällen eine Qualifikationsphase voraus, in der das Recht, am Turnier teilzunehmen, ausgespielt wird. Gemäß der Sprachregelung des Veranstalters wird in diesem Zusammenhang oft von Vorrunde (Qualifikationsphase) und Endrunde (Turnier) gesprochen.
Verschiedene Turniere auf kontinentaler Ebene erfüllen mehrere Zwecke. So wird beispielsweise bei der Handball-Europameisterschaft nicht nur der Europameister ermittelt, sondern dieses Turnier fungiert auch als Qualifikationsturnier für die Olympischen Spiele.

## Bedeutende Turniere für Nationalmannschaften
Die bekanntesten und bedeutendsten Handballturniere für Nationalmannschaften sind:

### Weltweit
- Handball-Weltmeisterschaft der Männer (seit 1938)
- Olympisches Handballturnier (seit 1928)
- Handball-Weltmeisterschaft der Frauen (seit 1957)
- Olympisches Handballturnier der Frauen (seit 1996)

### Europa
- Handball-Europameisterschaft der Männer (seit 1994)
- Handball-Europameisterschaft der Frauen (seit 1994)

### Afrika
- Handball-Afrikameisterschaft der Männer (seit 1974)
- Handball-Afrikameisterschaft der Frauen (seit 1974)

### Asien
- Handball-Asienmeisterschaft der Männer (seit 1977)
- Handball-Asienmeisterschaft der Frauen (seit 1987)

### Australien und Ozeanien
- Handball-Ozeanienmeisterschaft der Männer (seit 1994)
- Handball-Ozeanienmeisterschaft der Frauen (seit 1997)

### Amerika
- Handball-Panamerikameisterschaft der Männer (seit 1979)
- Handball-Panamerikameisterschaft der Frauen (seit 1986)